# Liste de trésors disparus
Ci-dessous une liste incomplète de trésors notables qui ont disparu ou ont été perdus.
| Nom                                    | Description | Année de disparition | Notes |
| -------------------------------------- | --- | -------------------- | --- |
| Arche d'alliance                       | Récipient doré de 2½ × 1½ × 1½ coudées | - 586                | Est dit disparue au moment de la prise de Jérusalem par Nabuchodonosor II |
| Or de Toulouse                         | Ce trésor proviendrait de l’hypothétique pillage du sanctuaire d'Apollon de Delphes, lors de la Grande expédition celtique | 279 av. J.-C.        | Volé lors de son convoiement à Rome |
| Menorah du Second Temple               | Chandelier à sept branches qui était utilisé comme objet du culte au Second Temple de Jérusalem. Symbole des Juifs et du judaïsme                                                                                                 | 191 614 ?            | Amenée à Rome après la destruction du Temple par Titus en 70 et exposée au forum de la Paix jusqu'à sa destruction dans un incendie en 191. D'après Procope de Césarée, la Menorah survécut et fut pillée par les Vandales en 455 puis amenée à Constantinople par Bélisaire en 533-534. Toujours selon Procope, Justinien l'aurait renvoyée à Jérusalem. Dans ce cas, elle pourrait avoir disparu lors du sac de la ville par les Sassanides en 614 |
| Trésor d'Alaric                        | Objets précieux enfouis avec le corps d'Alaric Ier | 411                  | Hypothétique trésor, mentionné par Jordanès comme situé près de Cosenza, et devenu légendaire |
| Kusanagi                               | Une épée et l'un des trois trésors sacrés du Japon qui légitiment le règne de l'Empereur du Japon | 1185                 | Disparu en mer pendant la bataille de Dan-no-ura à la fin de la guerre de Genpei, selon le Heike Monogatari |
| Trésor des cathares                    | Trésor prétendument enfoui par les cathares avant la reddition du castrum de Montsegur | XIIIe siècle         | |
| Royal Merchant (ou marchand royal)     | Le fameux bateau anglais aurait coulé avec une cargaison en or et argent estimée aujourd'hui à plus d'1,5 milliard de dollars. Personne n'a jamais réussi à ce jour à retrouver la mystérieuse épave ainsi que son précieux butin | 23 septembre 1641    | Célèbre navire ayant coulé au large des Outer Banks aux États-Unis |
| Les Trois Frères                       | Joyau composé de trois spinelles rectangulaires disposées en triangle autour d'un diamant bleu. | 1645                 | Réalisé en 1389 pour le duc Jean sans Peur puis propriété de Jacob Fugger avant de rejoindre l'inventaire des Joyaux de la Couronne anglaise. Il disparaît des registres en 1645 |
| Trésor d'Amaro Pargo                   | Le trésor serait composé « d'argent sculpté, de bijoux en or, de perles et de pierres de valeur, de porcelaine chinoise, de riches tissus, de peintures et peut-être de 500 000 pesos »                                           | XVIIIe siècle        | Les histoires sur ce trésor sont variées, certains le placent dans l'environnement des Roques de Anaga, tandis que d'autres le placent dans la zone de Punta del Hidalgo et la grotte de San Mateo, nord-est de Tenerife. À l'heure actuelle, ledit trésor n'a pas été trouvé ni identifié |
| Sceptre de Dagobert                    | Sceptre Royal | 1795                 | Faisant originellement partie des Regalia du Royaume de France, il fut conservé dans Le Trésor de la basilique de Saint-Denis jusqu'en 1795, époque à laquelle il disparut, volé lors d'un cambriolage |
| Trésor de Lima                         | Or | 1820                 | Valeur estimée : 60 millions de dollars |
| Trésor de Childéric                    | bague sigillaire, épée, scramasaxe, divers objets d'ornementation en or et en grenat... | 1831                 | Cambriolage du Cabinet des médailles de la Bibliothèque royale, à Paris |
| Or des États confédérés d'Amérique     | Or | ca. 1865             | Disparu après la guerre de Sécession |
| Six œufs de Fabergé impériaux disparus | | 1922 ou plus tard    | À la suite de l'anéantissement de la famille royale russe lors de la révolution russe |
| Cercueil royal                         | Mémorial contenant 73 reliques précieuses ayant appartenu à la famille royale polonaise | 1939                 | Pillé pendant la Seconde Guerre mondiale |
| Homme de Pékin                         | Restes fossilisés de Homo erectus pekinensis, vieux de ~500 000 ans | 1941–1945            | Perdu pendant la Seconde Guerre mondiale, soit en Chine en 1941, soit sur l'Awa Maru quand celui-ci a coulé en 1945 |
| Le train d'or de Walbrzych             | Train rempli de 300 tonnes d’or, d’œuvres d’art, de bijoux et de certaines parties de la Chambre d’ambre | 1943                 | Perdu pendant la Seconde Guerre mondiale |
| Trésor de Rommel (de)                  | Cargo rempli de six caisses d'or, d'argent, de pierres précieuses, et de tableaux (dont un Rembrandt) pillés durant toute la campagne d'Afrique du Nord                                                                           | 1943                 | Perdu pendant la Seconde Guerre mondiale, ce butin estimé à 20 millions de dollars repose sur les déclarations extravagantes et dix fois rétractées d'un ancien SS, Peter Fleig (pseudonyme de Walter Kirner), qui aurait immergé le trésor |
| Trésor de l’Awa Maru                   | 5 milliards de dollars en or, platine et diamants | 1945                 | Disparu quand le navire a coulé après avoir été torpillé |
| Or de Yamashita                        | Butin de guerre volé par les Japonais et caché dans les Philippines | ca. 1945             | Allégué. Nommé d'après le général Tomoyuki Yamashita |
| Chambre d'ambre                        | Chambre du palais Catherine près de Saint-Pétersbourg | ca. 1945             | Déplacée pendant la Seconde Guerre mondiale |
| Le trésor de Beale                     | | 1820                 | Beale et quelques autres personnes auraient découvert une grande quantité d’or et d’argent alors qu’ils effectuaient des recherches dans les montagnes Rocheuses durant les années 1820 |